# Karakuyu, Iğdır
Karakuyu là một xã thuộc thành phố Iğdır, tỉnh Iğdır, Thổ Nhĩ Kỳ. Dân số thời điểm năm 2011 là 2.818 người.